# Полоцкий собор

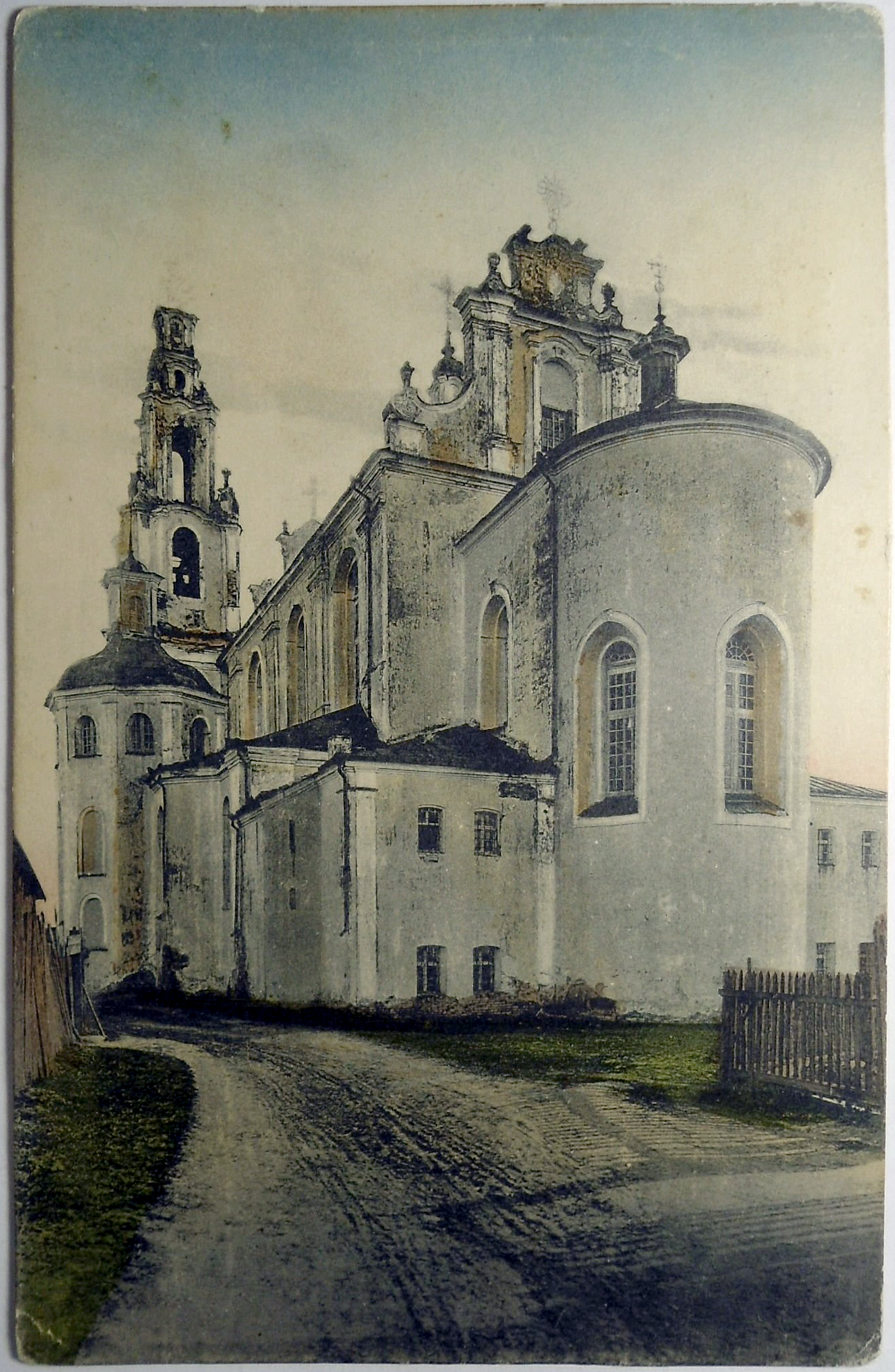
Собор Софии Премудрости Божией в Полоцке, в котором состоялся собор.

Полоцкий собор 1839 года — собор западнорусского униатского духовенства униатских Белорусской и Литовской епархий в Российской империи, состоявшийся в Полоцке в феврале 1839 года. Основным инициатором воссоединения стал униатский епископ Иосиф Семашко, ещё в ноябре 1827 года представивший русскому правительству записку «О положении в России Униатской Церкви и средствах возвратить оную на лоно Церкви Православной», в которой содержался проект упразднения унии.

## История

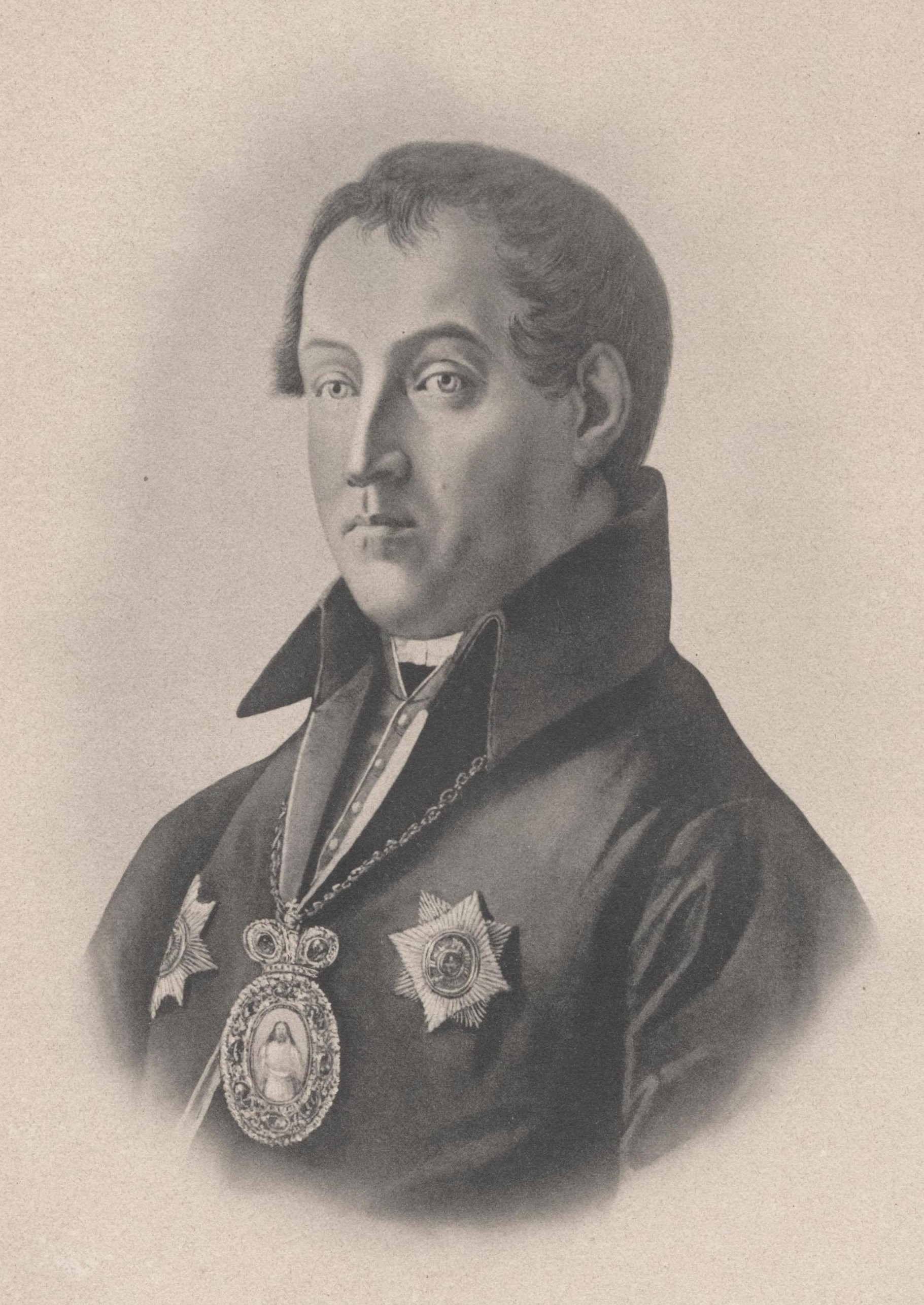
Иосиф (Семашко)
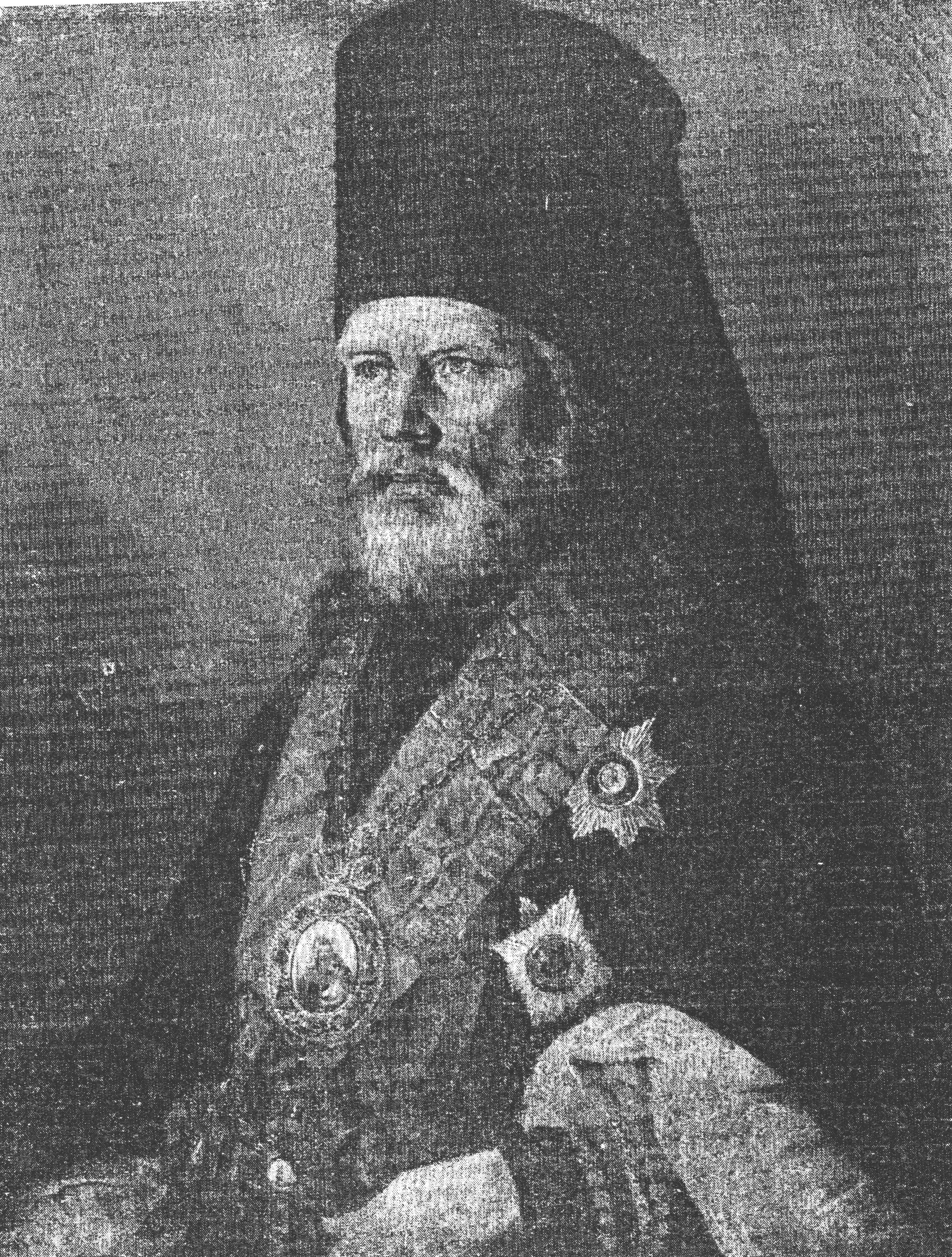
Василий (Бенедикт Лужинский)
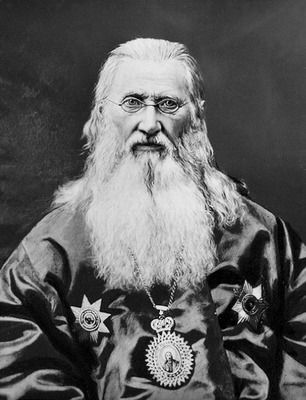
Антоний (Зубко)

В 1835 году российским правительством был образован Секретный комитет по делу униатского исповедания, в который вошли, среди прочего, епископы Иосафат Булгак, Филарет (Дроздов), Иосиф Семашко, обер-прокурор Святейшего Синода Степан Нечаев, министр внутренних дел Дмитрий Блудов. Комитет выработал план «воссоединения» российских униатов. В 1837 году униатская духовная коллегия была выведена из подчинения департамента иностранных исповеданий и передана в ведение обер-прокурора Синода Николая Протасова. В 1838 году скончался униатский митрополит Иосафат Булгак и его викарий Иосафат Жарский, противники готовящегося воссоединения. В 1837—1838 годы были собраны подписки 1305 униатских священнослужителей о желании воссоединиться с православием.
12 февраля [24 февраля] 1839 в Софийском соборе Полоцка, в Неделю Торжества Православия, открылся Собор. На соборе, кроме Иосифа Семашко, присутствовали ещё два российских униатских епископа: Василий Лужинский и Антоний Зубко, а также представители приходского духовенства и мирян. Собор провозгласил отмену решений Брестского собора 1596 года (Брестская уния). Собор принял «Соборный Акт» с прошением к Святейшему Синоду и к императору Всероссийскому принять их в лоно Православной Церкви. 13 марта Святейший Синод вынес решение: «Епископов, духовенство и верующих греко-католической Церкви объединить с Православной Церковью Всероссийской»; 25 марта решение было одобрено императором Николаем I.

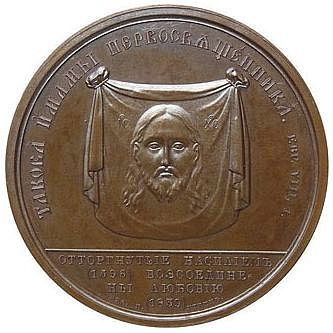
Аверс медали 1839 года

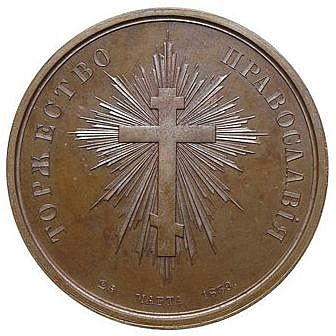
Реверс медали 1839 года

К Российской православной церкви присоединилось свыше 1600 приходов, насчитывавших более 1,6 млн прихожан. В Православную Церковь перешло более 1500 священников.
В связи с этим событием была отчеканена специальная медаль с надписью «Отторгнутые насилием (1596) возсоединены любовию (1839)» и ликом Спасителя с надписью «Такова имамы Первосвященника».
22 ноября 1839 года папа Григорий XVI издал аллокуцию Multa Quidem, в которой выразил скорбь о разрыве Белорусской и Литовской епархий со Святым престолом, и надежду на то, что российские униаты в будущем убедят Русскую церковь в возможности унии с Римом.
А. А. Добыкина отмечала: «После воссоединения униатов начался процесс языковой дифференциации, выделения белорусского языка, обретения им самостоятельного статуса. Ликвидация унии и сопутствовавшее ей уменьшение польского доминирования стимулировало зарождение белорусских литературных традиций, повышение самооценки белорусской культуры, становление этнокультурной идентичности Белоруссии».